# Carlsonita
La carlsonita és un mineral de la classe dels sulfats. Rep el nom en honor d'Ernest H. Carlson (1933-2010), professor de mineralogia a la Kent State University, Ohio, del 1966 al 2009. En el moment de la seva mort havia completat i presentat una revisió dels seus populars Minerals d'Ohio, publicat originalment el 1991 per l'Ohio Geological Survey.

## Característiques
La carlsonita és un sulfat de fórmula química (NH₄)₅Fe³⁺₃O(SO₄)₆(H₂O)₇. Va ser aprovada com a espècie vàlida per l'Associació Mineralògica Internacional l'any 2014. Cristal·litza en el sistema triclínic. La seva duresa a l'escala de Mohs és 2. És una espècie químicament relacionada amb la clairita i la lonecreekita, especialment, i d'alguna manera també a la mohrita.
Els exemplars que van servir per a determinar l'espècie, el que es coneix com a material tipus, es troben conservats a les col·leccions mineralògiques del Museu d'Història Natural del Comtat de Los Angeles, a Los Angeles (Califòrnia) amb els números de catàleg 65544 i 65545.

## Formació i jaciments
Va ser descoberta a Huron Shale, prop el riu Huron, al comtat d'Huron (Ohio, Estats Units). Es tracta de l'únic indret de tot el planeta on ha estat descrita aquesta espècie mineral.